# Juan Fernando Quintero
Juan Fernando Quintero Paniagua [Chuan Fernando Kintero Panijaga] (* 18. ledna 1993, Medellín) je kolumbijský profesionální fotbalista, který hraje na pozici ofensivního záložníka za argentinský klub CA River Plate a za kolumbijský národní tým. Účastník Mistrovství světa 2014 v Brazílii.

## Klubová kariéra
Quintero začínal s fotbalem v kolumbijském celku Envigado FC, dále hrál za Atlético Nacional, odkud byl zapůjčen na hostování do italského klubu Delfino Pescara 1936. V letním období 2013 přestoupil do portugalského FC Porto.

## Reprezentační kariéra
Juan Quintero reprezentoval Kolumbii v mládežnickém výběru U20. Zúčastnil se mj. Mistrovství světa hráčů do 20 let 2013 v Turecku, kde mladí Kolumbijci vypadli v osmifinále s Jižní Koreou v penaltovém rozstřelu. Quintero na turnaji třikrát skóroval.
V národním A-týmu Kolumbie debutoval v roce 2012, šlo o přátelský zápas 16. října 2012 proti Kamerunu (výhra 3:0), odehrál první poločas.
Argentinský trenér Kolumbie José Pékerman jej vzal na Mistrovství světa 2014 v Brazílii.
V základní skupině C hrála Kolumbie s Řeckem (výhra 3:0), s Pobřežím slonoviny (výhra 2:1) a s Japonskem (výhra 4:1). Quintero vstřelil vítězný gól proti Pobřeží slonoviny. V osmifinále proti Uruguayi (výhra 2:0) nenastoupil. Ve čtvrtfinále proti Brazílii Kolumbijci na dalšího jihoamerického soupeře již nestačili a prohráli 1:2.